# Heinrich Krings
Heinrich Krings (* 2. August 1857 in Köln; † 8. Januar 1925 ebenda) war ein deutscher Architekt. Seine Bauten sind dem Historismus zuzurechnen. Er wirkte vor allem im Rheinland. Sein Schaffen umfasste sowohl Sakral- als auch Profanbauten.

## Ausbildung
Heinrich Krings studierte ab 1875 an der Technischen Hochschule Aachen, ab 1878 an der Technischen Hochschule Stuttgart und zuletzt an der Technischen Hochschule (Berlin-)Charlottenburg. In seiner Zeit in Aachen war er Mitbegründer der Katholischen Studentenverbindung Carolingia im KV. Sein zweijähriges Referendariat, dem die zweite Staatsprüfung zum Regierungsbaumeister (Assessor) folgte, hat er vermutlich im Rahmen der Errichtung des Frankfurter Hauptbahnhofes absolviert. Wahrscheinlich war er auch ein Schüler von Vincenz Statz und Heinrich Nagelschmidt.

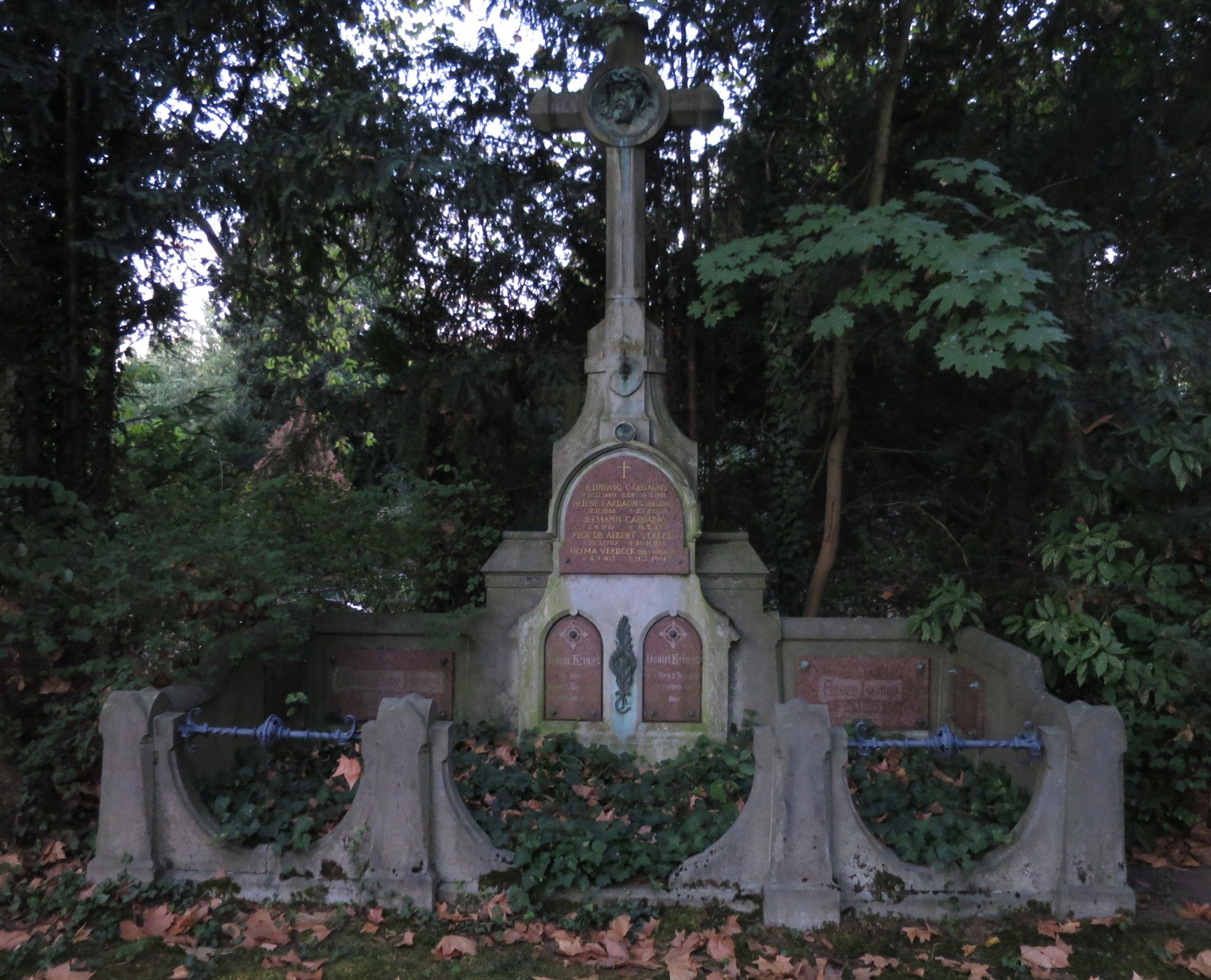
Familiengrab

## Privates
Die Schriftstellerin Helma Cardauns war seine Enkelin und wuchs ab 1915 bei Heinrich Krings und seiner Frau auf. 1925 starb Krings im Alter von 67 Jahren. Die Familiengrabstätte befindet sich auf dem Kölner Friedhof Melaten (Flur 55).

## Bauten
Kirchenbauten u. a.
| Jahr      | Bild | Ort             | Objekt                                       | Bundesland          | Kommentar                                                          |
| --------- | ---- | --------------- | -------------------------------------------- | ------------------- | ------------------------------------------------------------------ |
| 1890–1893 |      | Herrig          | Katholische Pfarrkirche: St. Clemens         | Nordrhein-Westfalen | Im Zweiten Weltkrieg bis auf wenige Reste zerstört.                |
| 1891–1893 |      | Jakobwüllesheim | Katholische Filialkirche: St. Jakobus        | Nordrhein-Westfalen |                                                                    |
| 1893–1895 |      | Schloss Türnich | Schlosskapelle St. Elisabeth                 | Nordrhein-Westfalen |                                                                    |
| 1894–1895 |      | Remscheid       | St. Suitbertus                               | Nordrhein-Westfalen | Anbau des Glockenturms.                                            |
| 1895–1897 |      | Düren           | Katholische Filialkirche: St. Joachim        | Nordrhein-Westfalen |                                                                    |
| 1895–1897 |      | Badorf          | Katholische Pfarrkirche: St. Pantaleon       | Nordrhein-Westfalen |                                                                    |
| 1895–1901 |      | Müggenhausen    | Katholische Pfarrkirche: St. Laurentius      | Nordrhein-Westfalen |                                                                    |
| 1896      |      | Essen           | Katholische Pfarrkirche: St. Engelbert       | Nordrhein-Westfalen | Notkirche. Wurde vor 1934 abgerissen.                              |
| 1897      |      | Riehl           | Katholische Pfarrkirche: St. Engelbert       | Nordrhein-Westfalen | Notkirche. 1932 entweiht und als Profanbau genutzt. 1944 zerstört. |
| 1898–1899 |      | Rövenich        | Katholische Pfarrkirche: St. Pankratius      | Nordrhein-Westfalen |                                                                    |
| 1898–1901 |      | Neuwied         | Katholische Pfarrkirche: St. Matthias        | Rheinland-Pfalz     |                                                                    |
| 1899–1901 |      | Solingen        | Katholische Pfarrkirche: St. Suitbertus      | Nordrhein-Westfalen | 1930 und 1960 umgestaltet                                          |
| 1902–1904 |      | Horhausen       | Katholische Pfarrkirche: St. Maria Magdalena | Rheinland-Pfalz     |                                                                    |
| 1898–1899 |      | Niederbieber    | Katholische Pfarrkirche: St. Bonifatius      | Rheinland-Pfalz     | Im Zweiten Weltkrieg zerstört.                                     |
| 1908–1909 |      | Frechen         | Katholische Pfarrkirche: St. Audomar         | Nordrhein-Westfalen | Erweiterung des Langhauses und Bau des Glockenturms.               |
| 1908–1909 |      | Poppelsdorf     | Katholische Pfarrkirche: St. Sebastian       | Nordrhein-Westfalen | Erweiterung nach Westen.                                           |
| 1911–1913 |      | Frechen         | Katholische Pfarrkirche: St. Severin         | Nordrhein-Westfalen | In den 1950er Jahren durch Umbau stark verändert.                  |

Kirchliche Profanbauten u. a.
- Kloster der Benediktinerinnen vom Heiligsten Sakrament in Neuss-Holzheim

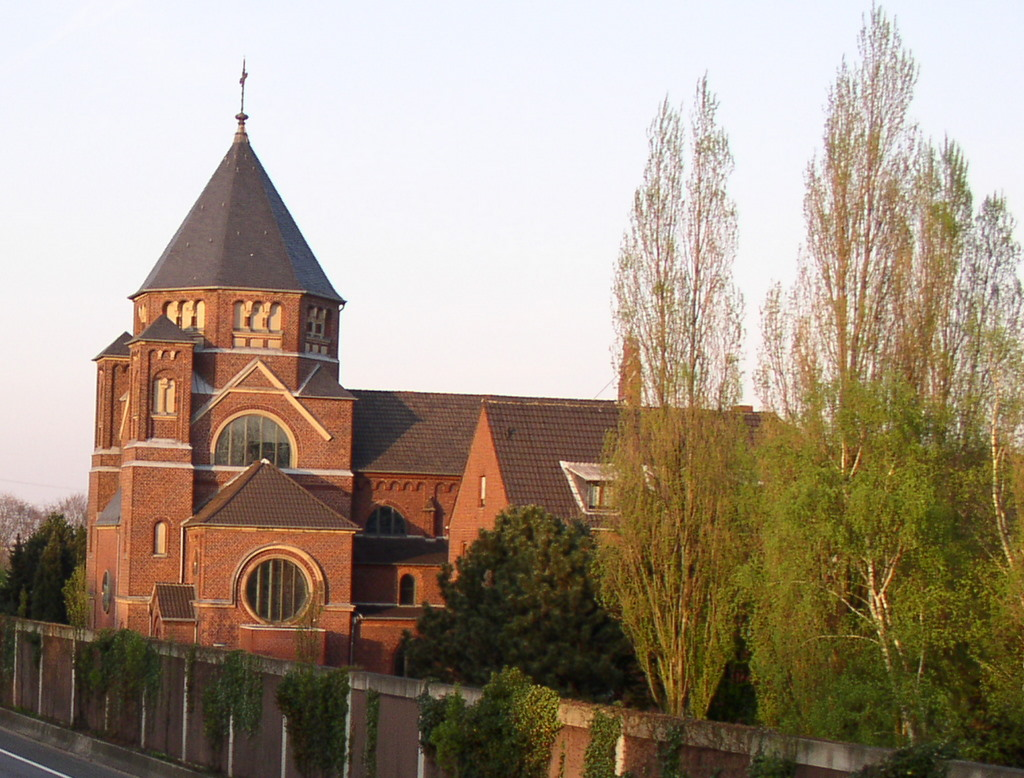
Kloster Kreitz, Neuss-Holzheim

Öffentliche Bauten, Gewerbebauten und Wohnbauten
- Eisenbahnersiedlung in Köln-Riehl (?)
- Ab 1895 Siedlungsbauten, insbesondere für die Köln-Nippeser Bau- und Spargenossenschaft: 193 Eigenheime und 15 Mietshäuser unter anderem in der Eisenachstraße (1903/1905) und der Nievenheimer Straße
- Sieben Bessere Zweifamilienhäuser mit Vorgärten am Wartburgplatz (ab 1910)
- Anfang der 1920er Jahre: Fünf mehrstöckige Wohnhäuser in Köln-Klettenberg für die Genossenschaft Deutsches Heim
- eigenes Wohnhaus in Köln, Riehler Straße 13 (kriegszerstört) (beschrieben von seiner Enkelin Helma Cardauns in ihrem 1985 veröffentlichten Buch Riehler Straße 13)
- 1903–1905: ehemalige Landwirtschaftsschule Kleve, Hofmannallee (heute Realschule)
- 1905–1907: Kaiserin-Auguste-Viktoria-Gymnasium (seit 1937: Emil-Fischer-Gymnasium, heute Matthias-Hagen-Förderschule), Billiger Straße in Euskirchen

In den 1880er Jahren hat Krings in Köln auf dem Salierring und dem Hohenzollernring prunkvolle Wohnhäuser im Stile der Neurenaissance errichtet. Davon ist nur das Haus Nr. 41 auf dem Salierring verändert erhalten.